# موريل درابر
موريل درابر (بالإنجليزية: Muriel Draper)‏ هي كاتبة مذكرات أمريكية، ولدت في 1886 في هافر هيل في الولايات المتحدة، وتوفيت في 1952.